# Lista de membros da Royal Society eleitos em 1706
Esta é uma lista de Membros da Royal Society eleitos em 1706.

## Fellows
- Philip Bisse (1677 - 1721)
- Charles Boyle (1674 - 1731)
- William Burnett (1688 - 1729)
- Willem Buys (1661 - 1749)
- Carron, Count of Briancon (m. 1709)
- William Cowper (ca. 1665 - 1723)
- James Douglas (1675 - 1742)
- Jean Christophe Fatio (m. 1720)
- Thomas Forster (fl. 1706 - 1727)
- Gallucci (fl. 1706)
- Samuel Garth (1661 - 1719)
- John Knight (ca. 1687 - 1733)
- Giovanni Maria Lancisi (1654 - 1720)
- Francis Nicholson (1660 - 1728)
- Thomas Savery (ca. 1650 - 1715)
- James Sherard (1666 - 1738)
- Robert Shippen (1675 - 1745)
- Charles Townshend, 2.º Visconde Townshend (1675 - 1738)
- Wilhelm Van Vrijberge (1656 - 1711)
- Humfrey Wanley (1672 - 1726)